# Lluís d'Orleans
Lluís d'Orleans, duc de Nemours (París 1814 - Versalles 1896). Príncep de sang de França de la Casa dels Orleans i posseïdor del Ducat de Nemours.
Lluís Carles Felip Ricard d'Orleans nasqué el 25 d'octubre de l'any 1814 al Palais Royal de París essent fill del duc d'Orleans i després rei Lluís Felip I de França i de la princesa Maria Amèlia de Borbó-Dues Sicílies. El príncep era net del duc Lluís Felip d'Orleans i de la princesa Adelaida de Borbó-Penthièvre per via paterna mentre que per via materna ho era del rei Ferran I de les Dues Sicílies i de l'arxiduquessa Maria Carolina d'Àustria.
A l'edat de 16 anys fou elevat a la dignitat de coronel i l'any 1830 fou nomenat Cavaller de l'Orde del Sant Esperit entrant a la llista de pars del Regne de França. Lluís fou mencionat com a possible candidat al tron de Grècia i posteriorment se li oferí formalment la corona de Bèlgica que el seu pare, el rei Lluís Felip I de França s'encarregà de rebutjar.
Malgrat tot, l'any 1831 acompanyà un seguit d'unitats de l'exèrcit francès a Bèlgica per fer tasques de suport a la consolidació del nou regne que acabava d'obtenir la independència dels Països Baixos. Concretament prengué part en el setge de la ciutat d'Anvers. Prengué part en una expedició militar francesa a Algèria contra la ciutat de Constantine l'any 1836 i un any després tornà al país magribí on ocupà una plaça d'alta graduació a l'exèrcit francès. Tornà a Algèria l'any 1841. Al llarg del regnat del seu pare realitzà missions diplomàtiques a Berlín, Viena o Londres.
L'any 1840 es casà a Saint-Cloud amb la princesa Victòria de Saxònia-Coburg Gotha, filla del príncep Ferran de Saxònia-Coburg Gotha i de la princesa d'origen hongarès Antònia de Kohary. La parella tingué cinc fills:
- SAR el príncep Gastó d'Orleans, nascut a París el 1842 i mort en alta mar l'any 1922. Es casà amb la princesa Isabel del Brasil.

- SAR el príncep Ferran d'Orleans, nat el 1844 a París i mort el 1910. Es casà amb la duquessa Sofia de Baviera.

- SAR la princesa Margarida d'Orleans, nascuda el 1846 i morta el 1933. Es casà amb l'aristòcrata polonès príncep Ladislaus Czartoryski.

- SAR la princesa Blanca d'Orleans, nascuda el 1857 a París i morta el 1932.

El duc de Nemours fou l'encarregat de protegir el rei Lluís Felip I de França durant la seva fugida de París l'any 1848 i posteriorment també ajudà a la seva cunyada i els seus nebots, la princesa Helena de Mecklenburg-Schwerin i els príncep Felip d'Orleans i Robert d'Orleans. Posteriorment s'instal·là junt amb els seus pares a l'exili anglès.
Després de la mort del seu pare, el duc de Nemours lluità per la reconciliació entre els Orleans i els Borbó legitimistes. Malgrat els seus intents, l'actitud d'Enric de Borbó, comte de Chambord i la de la sea cunyada Helena respecte als drets del comte de París no feren possible la reconciliació i això afectà a la possibilitat de restaurar la monarquia l'any 1873.
Amb la caiguda de Napoleó III de França i de la Comuna de París, els Orleans pogueren tornar a París on s'instal·là el duc de Nemours. L'any 1872 se li restaurà el grau de general i fou president de la Creu Roja francesa fins a l'any 1882. Tingué certa influència sobre la vida política francesa durant la presidència del general MacMahon.
Morí l'any 1896 a Versalles.